# Place de Torcy
La place de Torcy est une place du 18e arrondissement de Paris, en France.

## Situation et accès
Elle est au point de rencontre de la rue de l'Évangile et de la rue de Torcy.
Elle est desservie par la ligne 12 à la station Marx Dormoy.

## Origine du nom
Comme la rue de Torcy, elle porte le nom du diplomate et homme d’État français Jean-Baptiste Colbert, marquis de Torcy (1665-1746), neveu de Colbert.

## Historique

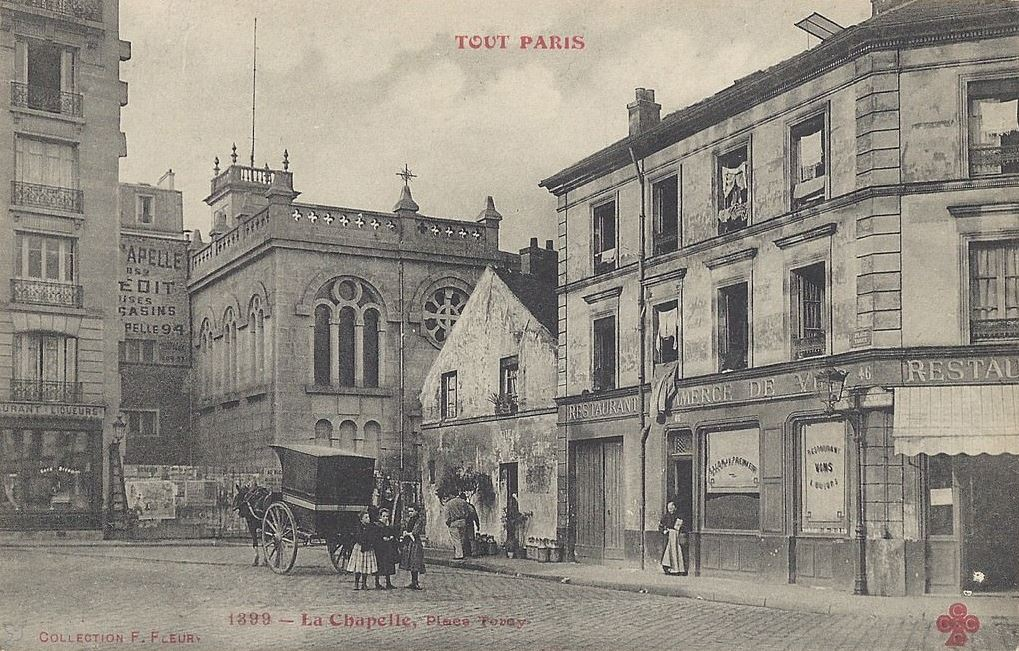
Paris, place de Torcy, vers 1900.

Elle s'appelait de 1540 à 1704, « place du Bon-Puits », comme la rue de Torcy, puis « place du Cimetière ». Dans ce cimetière, on éleva en 1763 la Croix-Cottin, monument votif du marguillier Philippe Cottin, décédé le 29 mai 1764 (d'après une inscription gravée à sa base), avant qu'elle soit déplacée en 1887 sur le parvis de l’église Saint-Pierre de Montmartre par la Société des Amis du Vieux-Montmartre. Y furent inhumées en 1791 les deux victimes du « massacre de la Chapelle ».
À la suite de la loi de prairial an XII, ce cimetière fut transféré au cimetière Marcadet, et elle prit le nom de « place du Marché », du nom du marché de La Chapelle, dont elle servit d'emplacement provisoire pendant sa restauration de 2007 à 2010. En 5 novembre 1835, le conseil municipal vote le pavage de la place nommée alors « place de la Mairie. Elle prit le nom de « place de Torcy » en 1867. On peut la voir sur le plan de Roussel de 1730.

## Bâtiments remarquables et lieux de mémoire

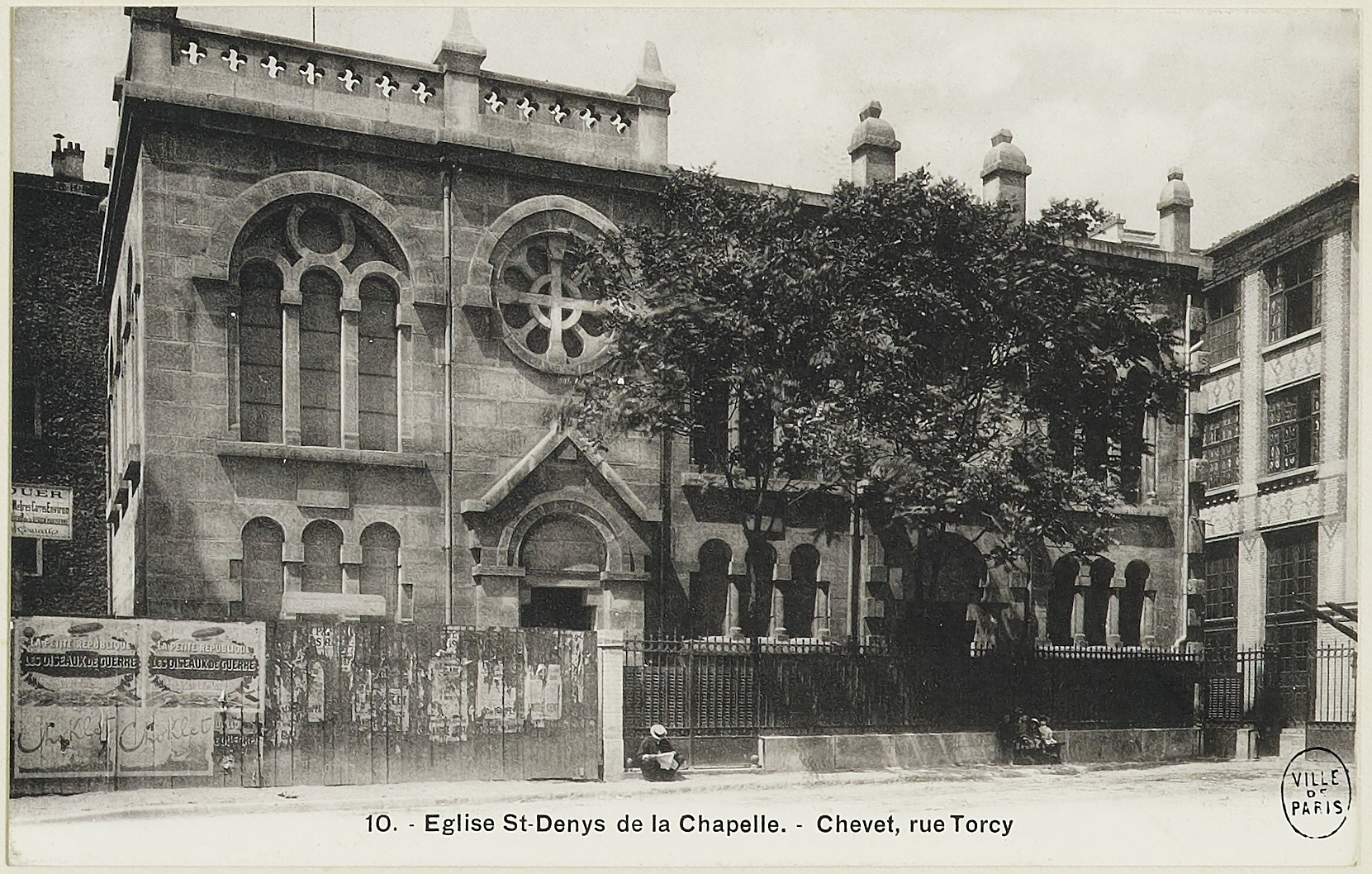
Chevet de l'église St-Denys de la Chapelle, XIXe siècle.

- Elle est située immédiatement derrière l'église Saint-Denys de la Chapelle. Sur son emplacement était, à partir de 1704, le deuxième cimetière de La Chapelle[6].
- Basilique Sainte-Jeanne-d'Arc de Paris
- Croix de l'Évangile, par la rue de l'Évangile.